# Scleropogon subulatus
Scleropogon subulatus är en tvåvingeart som först beskrevs av Christian Rudolph Wilhelm Wiedemann 1828.  Scleropogon subulatus ingår i släktet Scleropogon och familjen rovflugor. Inga underarter finns listade i Catalogue of Life.